# Historia de Liguria
La Historia de Liguria se refiere a los acontecimientos históricos relativos a Liguria, región de Italia noroccidental.

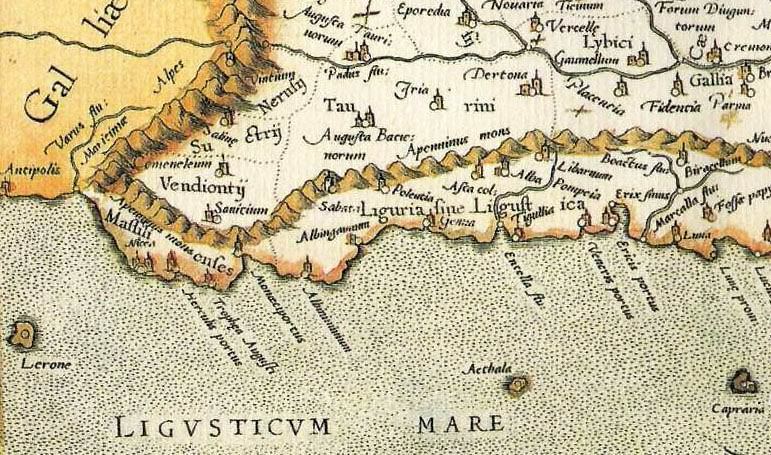
Mapa de la Liguria antigua entra río del Varo y río del Magra.

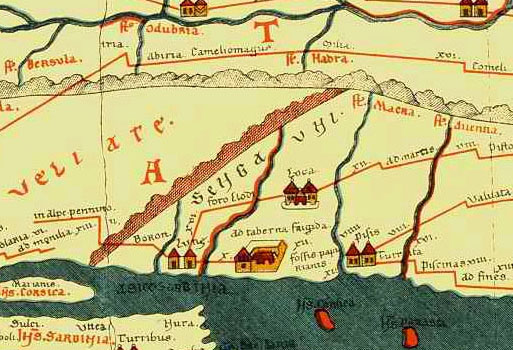
Tabula Peutingeriana: Zona Apuana, anónimo del.

Los Ligures son nombrados por primera vez en un fragmento de Hesíodo reportado por Estrabón en "La Geografía VII 3,7" como los más antiguos habitantes del Occidente: “Etíopes, Ligures y Escitas domesticadores de caballos” Otros autores (Diodoro Sículo, Virgilio, Livio, Cicerón) reportan como los Ligures aun en el siglo II a. C. vivían en condiciones primitivas y consignan la imagen de un pueblo semisalvaje, fiero, cuyos guerreros infunden temor solo con el aspecto. 
Al mismo tiempo vienen a subrayar las cualidades de solidaridad y honestidad de una población agrícola y pastoril aún no dividida en clases y en la cual las mujeres afrontan las mismas tareas que los hombres en una tierra definida salada, estéril, áspera, o cubierta de árboles a talar. No todos los autores antiguos hacen juicios positivos, por ejemplo Marco Porcio Catón define a los Ligures como ignorantes, un pueblo que ha perdido memoria de los propios orígenes. Todos estos elementos hacen ver como los Ligures, pueblo antiquísimo cuya difusión en tiempos remotos interesó a gran parte del Mediterráneo Occidental, fueron sujetados no sin dificultad por los romanos, en los conflictos por los cuales la falta de una cultura, de tradiciones radicadas, de una identidad, de una unidad política y de una clase noble con poder decisorio, fueron motivo de debilidad no suficientemente balanceada por el vigoroso temperamento que los caracterizaba.
A partir del II milenio a. C. (Neolítico) se tienen noticias de la presencia de los ligures sobre un territorio muy vasto, correspondiente a la mayor parte de Padania. Comúnmente se piensa que los antiguos Ligures se establecieron sobre el litoral mediterráneo del Ródano al Arno extendiendo la propia presencia hasta la costa mediterránea española al oeste y al Tevere hacia el sudeste, colonizando las principales islas como Córcega, Cerdeña y Sicilia.
Entre el V y el IV siglo a. C. fueron frecuentes los contactos comerciales con Etruscos, Cartagineses, Ausonios y principalmente con los Griegos de Atenas y de Masilia, pero ninguno de estos pueblos penetró nunca a los Ligures. Génova era considerada por los griegos, dado su fuerte carácter comercial "el emporio de Ligures": leña para la construcción naval, bestias, pieles, miel, tejidos eran algunos de los productos Ligures de intercambio comercial.
Sucesivamente las migraciones celtas (que hablaban el lepóntico) como también las colonizaciones de fenicios, griegos y cartagineses, han reemplazado a los Ligures a partir del siglo IV a. C.
Desde el siglo VII a. C. tenemos noticias de asentamientos de poblaciones ligures en la región y más allá de los Apeninos.
Los ligures fueron belicosos piratas y navegantes, y la conquista romana, que comenzó en el siglo III a. C. fue bastante difícil.

## Época romana

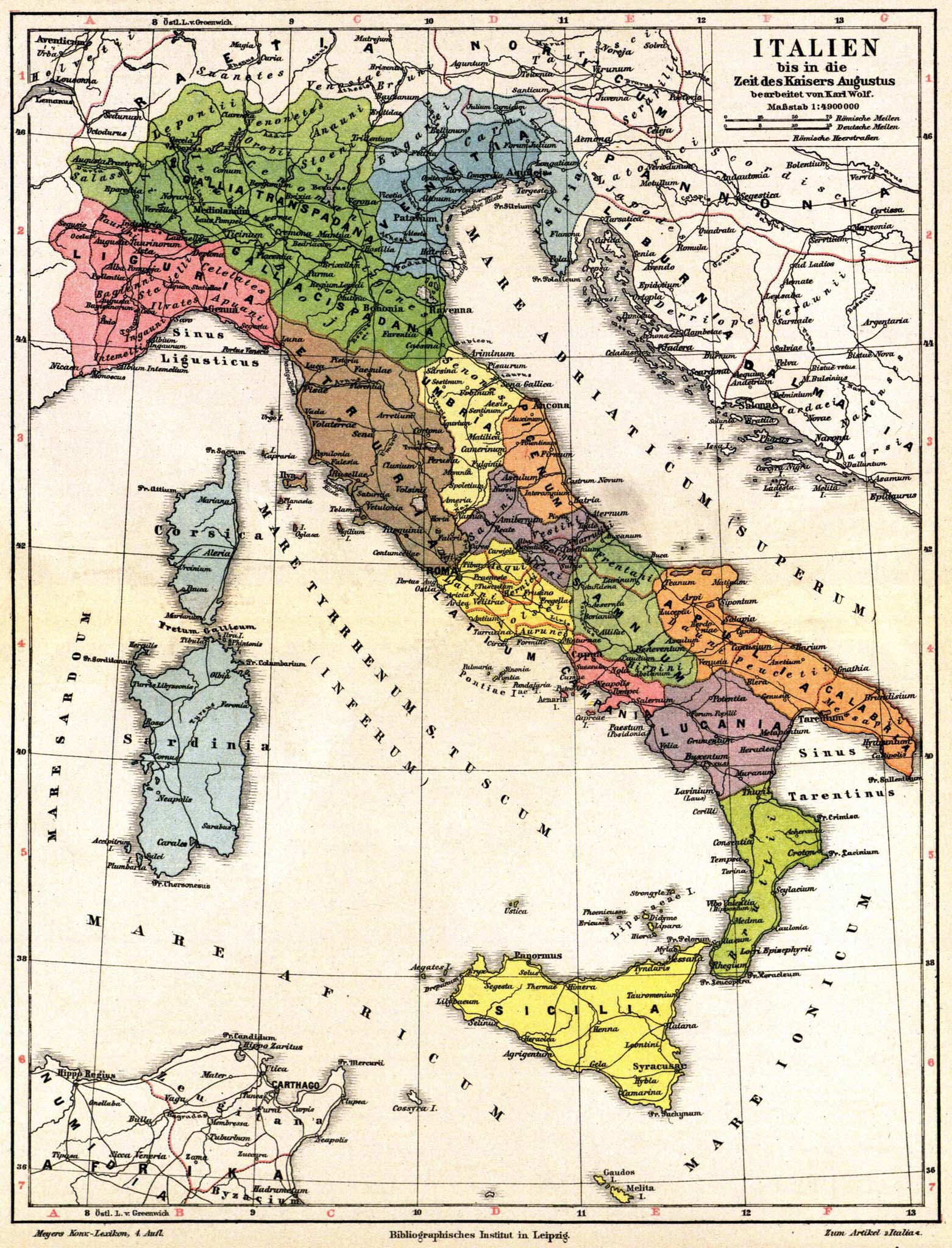
Liguria en la época de la Italia romana: Région IX Liguria.

Con la primera guerra púnica (siglo II a. C.) los ligures se dividieron entre aliados de Cartago y aliados de Roma. Fue cuando los romanos conquistaron este territorio, con la ayuda de los propios federados Genuates, que se lo llamó Liguria, correspondiente a la posterior Regio IX Liguria de la Italia romana, la cual se extendía de los Alpes Marítimos al Po, al Trebbia y al Magra, siendo inicialmente parte de la Galia Cisalpina (el norte de Italia), antes de ser anexada al territorio de la Italia propiamente dicha. Esta región era más reducida respecto al área originalmente ocupada por los ligures en la prehistoria.
Probablemente era en este territorio que se conservaba aún el ethnos ligur más puro, mientras en Lunigiana y en las regiones transalpinas las poblaciones estaban más mezcladas con otras tribus. En efecto Hecateo de Mileto en el siglo VI a. C. afirmaba que Mónaco y Marsella eran ciudades ligures y los elísicos, pueblo establecido entre el Ródano y los Pirineos, eran un mixto de ligures e íberos.
La conciencia de una unidad étnica antigua más amplia sobrevive aún. El concepto de una región extendida entre el Varo y el Arno es aún sostenido por Jacopo Bracelli, canciller de la República de Génova en 1419, en su "Descripción de la Ribera".
En el 180 a. C. los romanos, para poder disponer de Liguria en su conquista de Galia, debieron deportar 47 000 ligures apuanos, irreductibles rebeldes, confinándolos en el área samnita comprendida entre Avellino y Benevento.
En el curso de la campaña los romanos fundaron, sobre aglomerados preexistentes, las colonias de Lucca (180 a. C.) y de Luni (177 a. C.), originariamente concebidas como avanzadas militares para el control del territorio y come bases de aprovisionamiento para las legiones empeñadas en la guerra. Ya en el 177 a. C. los últimos grupos de ligures apuanos se unieron a las fuerzas romanas, mientras la campaña militar continuaba más al norte. Las últimas resistencias fueron vencidas en el 155 a. C. por el cónsul Marco Claudio Marcelo.
También después de la propia derrota definitiva algunos contingentes de ligures operaron por algún tiempo como auxiliares en los ejércitos romanos, combatiendo en la guerra contra Yugurta y en la campaña contra los cimbrios y los teutones. También la ceremonial sepultura fúnebre de los guerreros ligures, en la cual las armas del combatiente eran depositadas en el sarcófago con el muerto se mantiene por muchos años después de la derrota.
En el año 49 a. C. los ligures, a través de la Lex Roscia, y al igual que todos los demás pueblos de la 
Galia Cisalpina, obtuvieron la plena ciudadanía romana; mientras, en el año 42 a. C, por voluntad de Julio César, la tierra de los ligures, junto a los demás territorios de la Galia Cisalpina, fue definitivamente y jurídicamente anexada al territorio de la Italia romana.
Al instaurarse la paz de Augusto, desde el 30 a. C., los ligures perdieron progresivamente cualquier rastro de su propia identidad distinta a la del resto de los pueblos de Italia y del imperio. Augusto toma Génova como su ciudad base a partir del 18 a. C. En el 6 a. C. Génova fue oficialmente elegida como capital de Liguria, encuadrada como Regio IX Liguria, entre las once regiones dentro de la Italia de Augusto.
En el periodo romano floreció el comercio (se construyó la vía Augusta) tanto por tierra como por mar.
A finales del Imperio, la región fue saqueada por los bárbaros, luego dominada por los bizantinos, por los longobardos y por los francos, mientras que sus ciudades fueron devastadas frecuentemente por los sarracenos.

## Edad Media
Después de la caída del Imperio romano, la región fue devastada por los hérulos y los godos. Los romanos después de la guerra gótica, ocuparon toda la parte que va del mar al Appennino creando la provincia romana de Liguria. La región se restringe a su faja costera, que perdió los contactos con el interior y fue entonces "obligada" a volverse hacia el mar.
En el 641 la provincia romana fue conquistada por Rotario (Rey Lombardo) y devino "Ducado de Liguria" con Génova como capital. Fue aplicado el Edicto de Rotario del 643 y fueron fundadas diversas abadías. El puerto de Génova devino un puerto franco y se desarrolló el cultivo en terraza, mientras recuperaban el comercio con el interior.
Con los francos en el siglo IX Liguria es subdividida en tres marcas: la Marca Alerámica, la Marca Arduínica y la Marca Obertenga, que hicieron en seguida parte de la Marca Marítima, nacida para contención y vigilancia sobre el alto mar Tirreno contra los sarracenos.
Entre los siglos X y XII el territorio se fraccionó en feudos entre los que enseguida predominó Génova, destacándose en el tráfico marinero y por su política de expansión hacia las demás localidades de la costa.
En 1339 Simón Bocanegra se nombró Señor de Génova y comenzó un periodo aún más atormentado, plagado de revueltas y de guerras contra la potencia marinera de Venecia, contra los aragoneses, los Visconti y los franceses.
Esta situación crítica, los desórdenes y las luchas por el poder continuaron durante el siglo XV y a finales de este Génova estaba en manos de los franceses.
En el siglo siguiente se implantó la Señoría de Andrea Doria, aliado del emperador Carlos V contra los franceses y demás ciudades ligures.

## Edad Moderna
En los siglos sucesivos la región tuvo que defenderse de los ataques de la nueva potencia vecina; los Saboya. Después de un breve periodo republicano a fines del siglo XVIII, Liguria fue anexada al imperio francés por Napoleón. Después de la caída del emperador y del Congreso de Viena (1815), pasó al Reino Sabaudo de Cerdeña.
En el período del «Resurgimiento», Liguria conoció las actividades de muchos carbonarios y de la Joven Italia de Giuseppe Mazzini quien participara como protagonista en el movimiento de la unidad italiana, junto a Goffredo Mameli, José Garibaldi, Juan Lamberti y Nino Bixio).

## Ascenso de Génova

Territorios de la República de Génova, 1400.

El contacto con el problema árabe fue para Liguria y para Génova, cuyas historias de ahora en más son identificadas, un evento riquísimo de consecuencias. Ciertamente, primero de todo significó sangre y lágrimas para las poblaciones, víctimas de repetidas y terribles correrías y abandonadas en primera línea. Pero con los árabes llegó, y fue magistralmente adquirida por los genoveses, una nueva y extraordinaria dimensión cultural, hecha de conciencia, técnicas y experiencias de navegación y de comercio, contactos mercantiles con el resto de un Mediterráneo que devenía imprevistamente pequeño, que proyectó en menos de un siglo a la ciudad de la periferia de un imperio en crisis al centro de las esperanzas de una cristiandad en expansión. Fueron en efecto las Cruzadas que dieron de hecho a Génova el rol de protagonista marítima que la acompañará en los siglos sucesivos.
Este evento lleva a los genoveses al centro del mundo, donde son decisivos en la conquista de Jerusalén (Præpotens Genuensium præsidium) donde adquirieron colonias y mercados, donde alcanzaron riquezas extraordinarias. Después de las victorias de La Meloria sobre Pisa y, sucesivamente, de La Curzola sobre Venecia, el mar Negro es un lago genovés, la Cruz de San Jorge domina sobre el mar Mediterráneo y el Banco de San Jorge (Banca di San Giorgio) llegará a gestar un patrimonio superior al de las más importantes dinastías europeas, que al Banco recurrirán para obtener crédito y apoyo.
Sólidamente afirmada sobre los valles montanos a sus espaldas y a lo largo de las dos Riberas a sus lados, entre Mónaco y Portovenere, Génova da a su dominio de tierra la forma de la región que conocemos hoy. Sus colonias, sus contactos cosmopolitas, sus rutas mercantiles le dan aquellas riquezas y aquellas competencias que permanecen en su historia hasta hoy.
Las oportunidades históricas internacionales y la búsqueda de nuevos tratos comerciales llevaron a los genoveses fuera da los límites del Mediterráneo. Están en China en la corte mogola, están en las Canarias y en Cabo Verde, costean África hacia el sur: sobre todo están en España, de donde el más famoso de ellos partirá para buscar una nueva ruta para las Indias y retornará con la ruta para un Mundo Nuevo.
Las relaciones entre Génova y la península ibérica tienen una tradición consolidada, que se inicia con la liberación de Tortosa de los [moro]]s por parte de los genoveses, pasa a través de las relaciones con el Portugal de Enrique el Navegante, en particular con la familia genovesa Pessagno, y arriba al que viene definido "el siglo de los genoveses" comprendido el feroz conflicto que vio prevalecer a los aragoneses en el dominio del Mediterráneo Occidental y en Cerdeña. No es nada casual que Cristóbal Colón fuese a España.
Y no es nada casual que los genoveses, más de un tercio de los cuales tenía residencia en España, desde estas mismas bases, desde Sevilla en particular, gestionaron los riquísimos tráficos provenientes de los nuevos territorios que los españoles iban conquistando. Perdido el mar Negro y las propias colonias en el Levante a causa de los turcos, los genoveses entendieron que era necesario girar 180° su propia base comercial, girar del oriente al occidente como había hecho Colón, sustituyendo las riquezas de las especias con aquellas de la plata que, se decía en efecto, nacían en América, brillaban en Sevilla pero eran sepultadas en Génova.
El símbolo de este proceso tiene el nombre de Andrea Doria, suerte de padre de la patria genovesa, hombre de confianza del emperador Carlos V, que jugando sobre este ingente flujo económico, supo dar a la República resurgimiento económico y estructuras políticas que duraron hasta Napoleón Bonaparte.

## El Declive
Liguria, inadecuada para jugar una propia política exterior, vive inserta en la órbita española, gestionando de hecho las finanzas por un largo periodo: sustancialmente tomaba cualquier cosa para administrar. Pero las riquezas españolas, como su potencia, entran en decadencia, y por el imperio hispánico, bajo ataque inglés y holandés, Génova deviene cada vez más marginal.
La tutela se relaja, la República oligárquica se vuelve aislada, asfixiada y excluida de los tráficos importantes; intentará una expedición en Indonesia a la búsqueda del propio futuro, pero la iniciativa será frustrada por los holandeses. En el Mediterráneo la presencia de los Berberiscos y la incapacidad de contraponerse eficazmente, baja rentabilidad a los tráficos respecto a los oceánicos, la pobreza de los mercados participan de un cuadro donde la presencia genovesa pierde el protagonismo de otro tempo. En más, Liguria debe contener los apetitos de los franceses, a los cuales está constreñida a ceder Córcega, y de los piamonteses, para los cuales la Región deviene una irrenunciable salida al mar.
La República de San Jorge, incapaz de renovarse, transcurre melancólicamente los últimos tiempos de la propia historia a defender la propia independencia contra la Casa de Saboya, combatiendo por cuidar la propia tierra de los nombres altisonantes de marqueses y príncipes pero pobres y pequeños como pañuelos. Finalmente Napoleón formaliza la cancelación, transformándola primero en República Ligur, de hecho un estado satélite francés, para después añadirla a la metrópoli.
Ironía de la historia, a cancelar la última de las Repúblicas Marítimas italianas fue un hijo suyo; en efecto Córcega fue quitada a los genoveses por los franceses un año antes de que Napoleón naciese francés en vez de genovés.

## Dinastía de Saboya
Aquella que salió del gran imperio napoleónico era una Europa distinta, con nuevos protagonistas y sin espacio para estados pequeños, débiles y no afines a los intereses de los Grandes. No obstante los empeños y las desesperadas tentativas operadas en Viena por los pocos genoveses presentes, la República es regalada a la Casa de Saboya, que la transforma en Ducado agregándolo al Reino de Cerdeña. Debemos notar que Liguria, a diferencia de todas las otras regiones italianas, no había nunca aprobado la anexión al estado de Saboya primero ni al Reino de Italia después con plebiscitos u otras formas de democracia.
Quien quiera visitar los fuertes construidos por la Casa de Saboya en "defensa" de Génova, podrá notar los cañones vueltos no hacia el exterior de los muros sino hacia el interior, hacia la ciudad. Después de un primer periodo de profunda incomprensión entre los ex enemigos, culminado con graves conflictos urbanos y la llegada de los bersaglieri en Génova, la complementariedad territorial, social y económica dio sus frutos y la recíproca conveniencia emergió evidente a fundir ligures y piamonteses en la naciente prospectiva del resurgimiento y en seguida en la visión unitaria. Notable y articulada la contribución de Liguria a la causa unitaria: solo los nombres más notorios son Giuseppe Mazzini, Goffredo Mameli, Giuseppe Garibaldi, Nino Bixio, y más adelante, el Partido Socialista Italiano nacerá en Génova.
Notables son las ventajas que Liguria adquirió en el proceso, y solo el sueño de la sola Génova ciudad-estado bajo la égida británica, lanzado desde la Soberbia en Viena, puede meterse en discusión respecto al decadente periodo de independencia republicana precedente. La realidad regala a la ciudad el rol de "Manchester Italiana" su Bolsa es una de las más importantes de Europa y su puerto renace, especialmente después de la apertura del canal de Suez.